# 世界語言
世界語言是指在世界或國際上被廣泛使用的语言。不少人以此為第二語言，但並非單靠使用者（母語或第二語言使用者）人數而定的。其地理分佈，乃至在国际组织和外交上的應用亦是考慮的因素。
有些主要語言不橫跨大陸使用，但在國際上有重要意義。它們曾做為歷史上的帝國的通用語，譬如罗马帝国的拉丁语、中國的漢語、俄羅斯帝國的俄語、德意志帝國的德語，以及通行於印度、斯里蘭卡、馬來西亞和新加坡的坦米爾語，以及在英屬印度以後統一印度的印地語。印度次大陸的主要語言（包括印地語和烏爾都語）及孟加拉語，因為數十年來過度的人口增長，使用人數媲美主要世界語言。同樣，日語的使用者比法語為多，分別在於法語是洲際語言，也是不少人的第二語言；而日語使用者以日語的發源地-日本的日本人居多，以日語當作第二語言的人則主要集中在東亞。
在現代，英語被最多國家作為官方語言且也是事實上最大的國際語言。除英語之外，漢語、法語、西班牙語和阿拉伯語也是世界上多數國家的官方語言，是重要的世界語言。

## 世界語言特點
實際上的世界語言一般有以下特點：
- 使用人口多
- 一小部分獨立的非母語使用者（作為通用語）
- 標準語體，作為外語廣泛教授
- 語言共同體不是沿種族界線劃分（多民族、多中心語言）
- 在一些國家有官方或正式地位
- 用於國際貿易
- 用於國際組織
- 用於學術共同體
- 文學的重要部分
- 與語言聲望有關

## 世界語言分佈
以下為世界主要語言的分佈。由於使用人數（包括數語使用人數及第二語言使用人數）計算上有差異，下表從略。詳情參見世界語言排名一節。
| 語言                               | 分佈地區 | 標準語體                                      | 管理機構 |
| ---------------------------------- | --- | --------------------------------------------- | --- |
| 漢語（華語、官話，書面語成爲中文） | 母語使用者分佈在两岸三地；其它華人地區也有相當的人口以其為第二語言                                                           | 现代标准漢语                                  | 中華人民共和國國家語言文字工作委員會 中華民國教育部閱讀及語文教育科 |
| 英語                               | 英語系（Anglosphere）（英國、愛爾蘭、美國、加拿大、澳大利亞、新西蘭等與前英國殖民地諸國）                                    | 標準英語                                      | 牛津大學（University of Oxford）（英聯邦英語，事實上） |
| 法語                               | 法語系（Francophonie）(法國、比利時、加拿大魁北克省等與前法國殖民地諸國，瑞士亦通行法語)                                     | 標準法語                                      | 法兰西学院（Académie française） 魁北克法語局（Office québécois de la langue française；Quebec Board of the French language） 路易斯安那州法語發展協會（Conseil pour le développement du français en Louisiane；Council for the Development of French in Louisiana） （页面存档备份，存于） |
| 西班牙語                           | 西班牙語系（Hispanidad）(西班牙、美國南部、赤道幾內亞、中南美洲，除了貝里斯、牙買加、海地、蘇利南、蓋亞那、法屬圭亞那和巴西) | 標準西班牙語                                  | 西班牙皇家學院（Real Academia Española） 西班牙語學院協會（Asociación de Academias de la Lengua Española；Association of Spanish Language Academies）（页面存档备份，存于） |
| 阿拉伯語                           | 阿拉伯世界，以中東及北非最主要                                                                                               | 標準阿拉伯語                                  | 阿拉伯語學會（Academy of the Arabic Language） |
| 德語                               | 德語系（German-speaking Europe）(德國、奧地利等，瑞士亦通行德語)                                                             | 標準德語                                      | 德語正字法協會（Rat für deutsche Rechtschreibung；Council for German Spelling） |
| 印度斯坦語 （印地語及烏爾都語）    | 印度次大陸（印度教環帶（Hindi belt）及巴基斯坦）                                                                             | 卡里口語（Khariboli）（標準印地語及烏爾都語） | 中央印地語理事會（Central Hindi Directorate） 巴基斯坦國家語言局（National Language Authority） |
| 俄語                               | 俄羅斯、東歐及俄羅斯遠東（Russian Far East） 前苏联                                                                          |                                               | 俄羅斯科學院（Российская академия наук, РАН）（页面存档备份，存于） |
| 葡萄牙語                           | 葡萄牙語系（Lusosphere） （葡萄牙、巴西及安哥拉等）                                                                          |                                               | 國際葡萄牙語學院（International Portuguese Language Institute） 葡萄牙語國家共同體 |

阿拉伯世界 - 阿拉伯語變體
印度文化圈 - 印度斯坦語
大中華地區及海外華人社群[註 2] - 漢語
德語歐洲 - 德語
俄語
葡萄牙語系 - 葡萄牙語
西班牙語圈 西班牙語世界 - 西班牙語
英語圈 - 英語
全球法語區 - 法語

## 世界語言排名
各種語言的使用人數向來有爭議，也沒有確切的答案。要推算一種語言有多少用人數是相當複雜、籠統，而且差異頗大的。加上，「使用者」沒有公認的定義。母語使用者和第二語言使用者本身是有分別的，而不同的計算方法也直接影響語言的實際排名。
同時，語言學家對於語言與方言的劃分、通用語的定義等還沒有共識。現時世界各國、各機構一般是根據其政治、文化背景或偏好為語言排名。但由於排行方式有欠客觀、公正，不能應用於有系統的語言比較，各界因而提出過不少質疑，甚至要求制定更嚴謹的門檻。

### 夏季語言學研究院（2023年）
SIL國際的民族語研究，依母語使用人數排列：
1. 漢語[a]（1,407,132,000）
2. 西班牙語（532,000,000）
3. 英語（322,000,000）
4. 孟加拉語（189,000,000）
5. 印地語／烏爾都語（182,000,000）
6. 阿拉伯語[b]（174,950,000）
7. 葡萄牙語（170,000,000）
8. 俄語（170,000,000）
9. 日語（125,000,000）
10. 德語（98,000,000）
11. 法語[c]（79,572,000）

### 伯納·甘瑞教授（2023年）
以下來自國際著名語言學家伯納·甘瑞教授的文章，載於微軟Encarta百科全書，依母語使用人數排名：
1. 漢語（中文）（14億）
2. 西班牙語（5億）
3. 英語（4億）
4. 孟加拉語（1.89億）
5. 阿拉伯語（1.86億）
6. 俄語（1.7億）
7. 葡萄牙語（1.7億）
8. 日語（1.25億）
9. 德語（0.98億）
10. 法語（0.72億）

### 喬治·韋伯（1997年）

#### 母語使用人數
以下來自喬治·韋伯（George Weber）《最強語言：世界十大最具影響力的語言》一文（原為英文），載於《今日語言》（Language Today）（1997年12月，第2期），依母語使用人數排名：
1. 漢語（中文）（11億）
2. 英語（3.3億）
3. 西班牙語（3億）
4. 印地語／烏爾都語（2.5億）
5. 阿拉伯語（2億）
6. 孟加拉語（1.85億）
7. 葡萄牙語（1.6億）
8. 俄語（1.6億）
9. 日語（1.25億）
10. 德語（1億）
11. 旁遮普語（0.9億）
12. 爪哇語（0.8億）
13. 法語（0.75億）

#### 第二語言使用人數
若依第二語言使用人數排名，韋伯得出以下結果：
1. 法語（1.9億）
2. 英語（1.5億）
3. 俄語（1.25億）
4. 葡萄牙語（0.28億）
5. 阿拉伯語（0.21億）
6. 西班牙語（0.2億）
7. 漢語（0.2億）
8. 德語（0.09億）
9. 日語（0.08億）

#### 總使用人數
若把第二語言使用人數加上母語使用人數，可得出以下較可信的排名：
1. 漢語（11.2億）
2. 英語（4.8億）
3. 西班牙語（3.2億）
4. 俄語（2.85億）
5. 法語（2.65億）
6. 印地語／烏爾都語（2.5億）
7. 阿拉伯語（2.21億）
8. 葡萄牙語（1.88億）
9. 孟加拉語（1.85億）
10. 日語（1.33億）
11. 德語（1.09億）

#### 使用國家數目
以下依語言有多少國家使用來排名(有些語言不能與其他語言互通，所以是不是世界語言尚有爭議)：
這是按法律上或事實上官方的主權國家數量對語言進行的排名。“*”（星號）表示其獨立性存在爭議的國家。
| 語言                | 世界   | 非洲   | 美洲 | 亞洲   | 歐洲 | 大洋洲 | 國家 |
| ------------------- | ------ | ------ | ---- | ------ | ---- | ------ | --- |
| 英語                | 59     | 23     | 14   | 5      | 3    | 14     | 英國、美國、尼日利亞、加拿大、澳大利亞、新西蘭、愛爾蘭共和國、印度、南非 （查看完整列表）                                   |
| 法語                | 29     | 21     | 2    | -      | 5    | 1      | 法國、加拿大、比利時、瑞士、馬達加斯加、摩納哥、海地、瓦努阿圖 （查看完整列表）                                             |
| 阿拉伯語            | 22-25* | 11-13* | -    | 11-12* | -    | -      | 埃及、蘇丹、阿爾及利亞、伊拉克、摩洛哥、沙特阿拉伯、阿拉伯聯合酋長國、巴勒斯坦* （查看完整列表）                            |
| 西班牙語            | 20     | 1      | 18   | -      | 1    | -      | 西班牙、墨西哥、哥倫比亞、阿根廷、赤道幾內亞 （查看完整列表）                                                               |
| 葡萄牙語            | 9      | 6      | 1    | 1      | 1    | -      | 葡萄牙、巴西、莫桑比克、安哥拉、東帝汶 （查看完整列表）                                                                     |
| 德語                | 6      | -      | -    | -      | 6    | -      | 德國、奧地利、瑞士、比利時、盧森堡、列支敦士登                                                                              |
| 俄語                | 5-8*   | -      | -    | 3      | 2-5* | -      | 俄羅斯、哈薩克斯坦、白俄羅斯、吉爾吉斯斯坦、塔吉克斯坦、阿布哈茲*、南奧塞梯*、德涅斯特河沿岸*。（查看完整列表）             |
| 斯瓦希里語          | 5      | 5      | -    | -      | -    | -      | 剛果民主共和國、肯尼亞、盧旺達、坦桑尼亞、烏干達                                                                            |
| 塞爾維亞-克羅地亞語 | 4-5*   | -      | -    | -      | 4-5* | -      | 塞爾維亞、科索沃*（稱為塞爾維亞語）、克羅地亞（稱為克羅地亞語）、波士尼亞和黑塞哥維那（稱為波士尼亞語）、黑山（稱為黑山語） |
| 意大利語            | 4      | -      | -    | -      | 4    | -      | 意大利、瑞士、聖馬力諾、梵蒂岡                                                                                              |
| 馬來語              | 4      | -      | -    | 4      | -    | -      | 馬來西亞、新加坡、文萊、印度尼西亞（稱為印度尼西亞語）                                                                      |
| 荷蘭語              | 3      | -      | 1    | -      | 2    | -      | 荷蘭、比利時、蘇里南 |
| 波斯語              | 3      | -      | -    | 3      | -    | -      | 伊朗、阿富汗（稱為達里語）、塔吉克斯坦（稱為塔吉克語）                                                                      |
| 塞索托語            | 3      | 3      | -    | -      | -    | -      | 南非、萊索托、津巴布韋 |
| 札那語              | 3      | 3      | -    | -      | -    | -      | 博茨瓦納、南非、津巴布韋 |
| 阿爾巴尼亞語        | 2-3*   | -      | -    | -      | 2-3* | -      | 阿爾巴尼亞、科索沃*、北馬其頓                                                                                               |
| 漢語                | 2-3*   | -      | -    | 2-3*   | -    | -      | 中華人民共和國（稱為普通話）、新加坡（稱為华语）、中華民國*（稱為國語）                                                     |
| 羅馬尼亞語          | 2-3*   | -      | -    | -      | 3    | -      | 羅馬尼亞（稱為羅馬尼亞語）、摩爾多瓦、德涅斯特河沿岸（稱為摩爾多瓦語）*                                                     |
| 土耳其語            | 2-3*   | -      | -    | -      | 2-3* | -      | 土耳其、北塞浦路斯*和塞浦路斯                                                                                               |
| 艾馬拉語            | 2      | -      | 2    | -      | -    | -      | 玻利維亞和秘魯 |
| 柏柏語              | 2      | 2      | -    | -      | -    | -      | 阿爾及利亞和摩洛哥 |
| 齊切瓦語            | 2      | 2      | -    | -      | -    | -      | 馬拉維和津巴布韋 |
| 希臘語              | 2      | -      | -    | -      | 2    | -      | 希臘和塞浦路斯 |
| 瓜拉尼語            | 2      | -      | 2    | -      | -    | -      | 巴拉圭和玻利維亞 |
| 印度斯坦語          | 2      | -      | -    | 2      | -    | -      | 印度（稱為印地語）和巴基斯坦（稱為烏爾都語）                                                                                |
| 韓語                | 2      | -      | -    | 2      | -    | -      | 朝鲜和韓國 |
| 克丘亞語            | 2      | -      | 2    | -      | -    | -      | 玻利維亞和秘魯 |
| 盧安達-基隆迪語     | 2      | 2      | -    | -      | -    | -      | 布隆迪（稱為基隆迪語）和盧旺達（稱為盧旺達語）                                                                              |
| 史瓦帝語            | 2      | 2      | -    | -      | -    | -      | 斯威士蘭和南非 |
| 瑞典語              | 2      | -      | -    | -      | 2    | -      | 瑞典和芬蘭 |
| 泰米爾語            | 2      | -      | -    | 2      | -    | -      | 斯里蘭卡和新加坡 |
| 提格利尼亞語        | 2      | 2      | -    | -      | -    | -      | 厄立特里亞和埃塞俄比亞 |
| 文達語              | 2      | 2      | -    | -      | -    | -      | 南非和津巴布韋 |
| 科薩語              | 2      | 2      | -    | -      | -    | -      | 南非和津巴布韋 |
| 亞美尼亞語          | 1-2*   | -      | -    | -      | 1-2* | -      | 亞美尼亞和阿爾察赫* |
| 索馬里語            | 1-2*   | 1-2*   | -    | -      | -    | -      | 索馬里和索馬里蘭* |

#### 綜合排名
綜合六大因素（母語使用人數、第二語言使用人數、使用國家數目和人口、在國際使用該語言的主要領域數目、使用該語言的國家的經濟力量，以及社會與文學聲望），韋伯得出以下世界十大最具影響力語言，評分依次排列：
1. 英語（37）
2. 法語（23）
3. 西班牙語（20）
4. 俄語（16）
5. 阿拉伯語（14）
6. 漢語（13）
7. 德語（12）
8. 日語（10）
9. 葡萄牙語（10）
10. 印地語／烏爾都語（9）

## 其他跨地區語言
有些語言具有跨地區的重要性，但不符合其他個別準則，因而不被視為實際上的世界語言。由於使用人數（包括數語使用人數及第二語言使用人數）計算上有差異，下表從略。詳情請參見世界語言排名一節。
| 語言               | 分佈地區                           | 管理機構 |
| 孟加拉語           | 孟加拉                             | 孟加拉學院（Bangla Academy） 西孟加拉邦孟加拉學院（Paschimbanga Bangla Akademi）                                                                |
| 馬來語             | 東南亞（馬來世界）                 | 馬來西亞語言及文學研究院（Dewan Bahasa dan Pustaka；The Institute of Language and Literature）                                                  |
| 波斯語             | 大波斯（Greater Persia）           | 波斯語言及文學學會（فرهنگستان زبان و ادب فارسی；Academy of Persian Language and Literature） 阿富汗科學院（Academy of Sciences of Afghanistan） |
| 菲律賓語           | 菲律賓                             | 菲律賓語言委員會（Komisyon sa Wikang Filipino；Commission on the Filipino Language）                                                            |
| 斯瓦希里語         | 東非                               | 國家斯瓦希里語協會（Baraza la Kiswahili la Taifa；National Swahili Council）                                                                    |
| 荷蘭語及南非荷蘭語 | 荷蘭語世界（Dutch-speaking world） | 荷蘭語聯盟（Nederlandse Taalunie；Dutch Language Union）                                                                                        |
| 意大利語           | 意大利及鄰接地區                   | 秕糠學會（Accademia della Crusca）（页面存档备份，存于）                                                                                        |

大波斯 - 波斯語
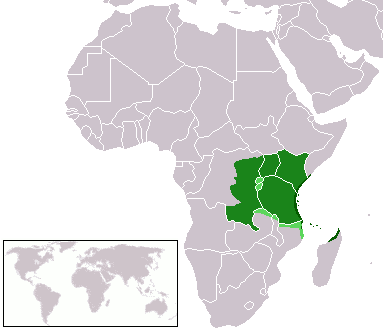
斯瓦西里語
荷蘭語世界 - 荷蘭語

### 引用
1. ↑  c.f. De Mejía p. 47f.
2. ↑  .   [2008-09-30]. （原始内容存档于2011-06-23）.
3. 1 2 3 4 5 6 7 8  .   [2008-10-03]. （原始内容存档于2011-09-27）.
4. 1 2 3 4 5 6 7  .   [2008-10-04]. （原始内容存档于2008-10-14）.
5. 1 2 3 4 5  .   [2008-10-04]. （原始内容存档于2008-03-12）.

## 外部連結
- English 'world language' forecast（英語「世界語言」預測） （页面存档备份，存于）（英文）（BBC，2004年12月）
- World Language Maps（世界語言地圖） （页面存档备份，存于）（英文）
- 汉语是否将成“世界第一语言”？
- 漢語為世界第一大日報語言 附發行量排行榜 （页面存档备份，存于）